# 韋爾基特
韋爾基特（Welkite 或 Wolkite）是埃塞俄比亞西南部南方各族州古拉蓋地區的小鎮，座標8°17′N 37°47′E / 8.283°N 37.783°E，海拔1,910米至1,935米。鎮內有電力供應、電話和郵政服務。根據埃塞俄比亞中央統計局2005年人口普查的資料，韋爾基特人口約27,775人，其中男性13,691人，女性14,084人。